# مظاهر رستموف
مظاهر رستموف (انگلیسی: Mazahir Rustamov; ۲ مارس ۱۹۶۰ – ۶ اوت ۱۹۹۲) قهرمان ملی جمهوری آذربایجان و از سربازان کشته شده در جنگ قره‌باغ است.

## زندگی‌نامه
مظاهر رستموف دوم مارس سال ۱۹۶۰، در خانواده ای روشنفکر در شهرستان گدابیگ چشم به جهان گشود. در سال ۱۹۷۷، آموزش متوسطه اش را به اتمام رسانده و یک سال بعد وارد رشته تاریخ دانشگاه دولتی باکو شد. در سال ۱۹۸۳، از آنجا با اخذ لوح تقدیر دانش‌آموخته شد.
سال ۱۹۸۶ بود، که کارنامه خود را به عنوان محقق ارشد در دانشکده فلسفه دانشگاه معماری و ساختمان‌سازی آذربایجان آغاز نمود. در سال ۱۹۹۰، به ریاست بخش روابط مربوط به تبادل کتاب در وزارت مطبوعات رسید. به دنبال شروع اشغال قره‌باغ از سوی ارتش ارمنستان، در ۲۳ مارس ۱۹۹۲ مظاهر داوطلبانه راهی جبهه جنگ جنگ شد. او به نیروهای آذربایجان در روستای «شینیخ» پیوسته و معاون فرمانده تعیین شد.

## جنگ قره‌باغ
از آنجا که متودره از جایگاه راهبردی مهمی برخوردار بود، نظامیان ارمنی در تلاش به تصرف آن بودند؛ بنابراین، مظاهر در این منطقه نه تنها به عنوان جنگجو، بلکه به عنوان مأمور اطلاعات و آموزشگر نظامی حضور داشت. به کمک اطلاعاتی که او به دست می‌آورده‌است، تعداد زیادی از اماکن و ادوات ارتش ارمنستان منهدم ساخته شده بود.
در ۵ اوت، نیروهای مسلح ارمنستان جهت تصرف متودره با نزدیک به هزار سرباز، ۴ تانک، ۱۴ خودروی زره‌پوش و سایر جنگ‌افزارها مجدداً مبادرت به حمله ورزیدند. در این نبرد هرچند مظاهر و نیروهای تحت امرش توانستند غیرنظامیان را از روستا تخلیه کنند، ولی در جنگ نابرابر شکست خوردند.
عدم رسیدن به‌موقع کمک نظامی و نیروهای بیشتر، بر شکست آن‌ها بی‌اثر نماند. مظاهر رستموف فرصت داد تعدادی از نظامیان ارمنی به او نزدیک بشوند و به خاطر اینکه به اسارت آن‌ها درنیاید، با نارنجک خود را منفجر کرد، که به کشته شدن چند تن از سربازان ارمنی نیز انجامید؛ ولی در یک عملیات تلافی‌جویانه در ۸ اوت، نیروهای آذربایجان به فرماندهی سرهنگ «جهانگیر رستموف» متودره و «باشکند» را بازپس‌گرفتند.

## خانواده
مظاهر رستموف متأهل و دختری به نام «تهمینه» را دارا بود.

## نشان
بر اساس فرمان شماره ۴۵۷ ریاست جمهوری آذربایجان مورخ ۵ فوریه ۱۹۹۳، بعد از مرگش به مظاهر رستموف نشان قهرمان ملی این کشور اعطاء گردید.

## بزرگداشت
- مدرسه ای که مظاهر رستموف تحصیل کرده بود، و نیز یک خیابان در شهرک «احمدلی» باکو وامدار اسم او هستند.
- در شهرستان گدابیگ مجسمه برنزی او نصب شده‌است.
- کتاب‌هایی به اسامی «به مادرم بگویید که»، «عمر افسانه‌وار» و «راه منتهی به ارداغی»، تعداد کثیری مقالات در روزنامهها و مجلات محلی و همچنین در روزنامه‌های حریت و زمان کشور ترکیه راجع به زندگی‌نامه مظاهر رستموف به انتشار رسیده‌است.
- در سال ۲۰۱۳، فیلمی موسوم به «قهرمانان دژ غیرقابل تصرف» دربارهٔ زندگی‌نامه و کارنامه نظامی مظاهر رستموف و ۳ دیگر قهرمان ملی اهل گدابیگ، اسکندر آزناووروف، الهام علی‌اف، و آیتکین محمدوف، ساخته شده‌است.[۷]